# Solomon Cutner
Pour les articles homonymes, voir Cutner et Solomon.
Solomon Cutner (Londres, 9 août 1902 - Londres, 22 février 1988) est un pianiste anglais connu presque universellement dans le milieu musical par son seul prénom Solomon.

## Biographie
Solomon Cutner naît à Londres. Il donne son premier concert en 1912, à dix ans, puis étudie le piano avec Mathilde Verne, elle-même élève de Clara Schumann. Il travaille ensuite à Paris sous la direction de Lazare-Lévy. Il commence à enregistrer en 1929, faisant preuve d'une naturelle virtuosité, d'un grand respect de la partition et de profondeur d'interprétation.
Il donne de nombreux concerts, surtout pendant et peu après la seconde Guerre mondiale, principalement aux États-Unis et en Australie. Particulièrement connu pour ses interprétations de Beethoven, il est sur le point d'achever l'enregistrement d'une intégrale de ses sonates pour EMI Classics quand il est atteint en 1956 (et non pas 1965 comme mentionné dans la nécrologie du New York Times citée plus loin) d'une attaque dévastatrice qui le paralysera presque complètement pour le reste de sa vie. Ses enregistrements de Mozart, Schumann, Chopin et Brahms sont aussi très reconnus.
Il meurt en 1988, âgé de 85 ans.